# Arquidiócesis de Chattogram
La arquidiócesis de Chittagong o de Chattogram (en latín: Archidioecesis Chittagongen(sis), en inglés: Roman Catholic Archdiocese of Chittagong y en bengalí: চট্টগ্রাম মহাধর্মপ্রদেশ) es una circunscripción eclesiástica latina de la Iglesia católica en Bangladés, sede metropolitana de la provincia eclesiástica de Chittagong. La arquidiócesis tiene al arzobispo Lawrence Subrato Howlader, C.S.C. como su ordinario desde el 19 de febrero de 2021. 

## Territorio y organización
La arquidiócesis tiene 28 881 km² y extiende su jurisdicción sobre los fieles católicos de rito latino residentes en 9 distritos o zilas de la división de Chittagong: Chittagong, Cox's Bazar, Bandarban, Rangamati, Khagrachari y Noakhali, Feni, Lakshmipur y Chandpur.
La sede de la arquidiócesis se encuentra en la ciudad de Chittagong, en donde se halla la Catedral de Nuestra Señora del Rosario.
En 2019 en la arquidiócesis existían 11 parroquias.
La arquidiócesis tiene como sufragáneas a las diócesis de: Barisal y Khulna.

## Historia
La diócesis de Chittagong fue erigida el 25 de mayo de 1927 con el breve In illis christiani del papa Pío XI separando territorio de la diócesis de Daca (hoy arquidiócesis de Daca). Originalmente era sufragánea de la arquidiócesis de Calcuta.
El 3 de julio de 1929 la parroquia de Shibpur, que hasta entonces dependía de los obispos de Santo Tomé de Meliapor en virtud de los derechos del Padroado portugués, pasó a la jurisdicción de los obispos de Chittagong mediante la bula Quae ad spirituale.
El 9 de julio de 1940 cedió una parte de su territorio para la erección de la prefectura apostólica de Akyab (hoy diócesis de Pyay, en Birmania) mediante la bula Quo dominicus del papa Pío XII.
El 15 de julio de 1950 pasó a formar parte de la provincia eclesiástica de la arquidiócesis de Daca mediante la bula Rerum locorumque del papa Pío XII.
El 17 de enero de 1952 cedió la parte del territorio que estaba en la India para la erección de la prefectura apostólica de Haflong (hoy diócesis de Aizawl) mediante la bula Fit nonnumquam del papa Pío XII.
El 29 de diciembre de 2015 cedió una porción adicional de territorio para la erección de la diócesis de Barisal mediante la bula Cum ad aptius del papa Francisco.
El 2 de febrero de 2017 fue elevada al rango de arquidiócesis metropolitana.
El 28 de diciembre de 2018 tomó el nombre de curia de Chattogram (en italiano), sin que se afectara su nombre en latín.

## Estadísticas
De acuerdo al Anuario Pontificio 2020 la arquidiócesis tenía a fines de 2019 un total de 32 046 fieles bautizados.
| Año                                                                             | Población            | Población  | Población      | Sacerdotes | Sacerdotes    | Sacerdotes    | Bautizados por sacerdote | Diáconos permanentes | Religiosos | Religiosos | Parroquias |
| Año                                                                             | Bautizados católicos | Total      | % de católicos | Total      | Clero secular | Clero regular | Bautizados por sacerdote | Diáconos permanentes | Varones    | Mujeres    | Parroquias |
| ------------------------------------------------------------------------------- | -------------------- | ---------- | -------------- | ---------- | ------------- | ------------- | ------------------------ | -------------------- | ---------- | ---------- | ---------- |
| 1950                                                                            | 11 888               | 12 891 650 | 0.1            | 27         | 6             | 21            | 440                      |                      | 12         | 42         | 10         |
| 1970                                                                            | 13 053               | 13 600 000 | 0.1            | 27         | 7             | 20            | 483                      |                      | 40         | 81         | 9          |
| 1980                                                                            | 17 557               | 23 000     | 0.1            | 22         | 13            | 9             | 798                      |                      | 31         | 48         | 9          |
| 1990                                                                            | 18 250               | 20 686 883 | 0.1            | 24         | 8             | 16            | 760                      |                      | 26         | 48         | 10         |
| 1999                                                                            | 23 689               | 25 529 062 | 0.1            | 25         | 13            | 12            | 947                      |                      | 19         | 72         | 9          |
| 2000                                                                            | 25 129               | 26 039 640 | 0.1            | 25         | 12            | 13            | 1005                     |                      | 22         | 73         | 9          |
| 2001                                                                            | 25 547               | 28 500 000 | 0.1            | 25         | 12            | 13            | 1021                     |                      | 23         | 79         | 10         |
| 2002                                                                            | 26 352               | 29 070 000 | 0.1            | 26         | 11            | 15            | 1013                     |                      | 25         | 74         | 10         |
| 2003                                                                            | 28 206               | 29 600 000 | 0.1            | 28         | 12            | 16            | 1007                     |                      | 28         | 80         | 10         |
| 2004                                                                            | 29 212               | 30 000     | 0.1            | 24         | 12            | 12            | 1217                     |                      | 32         | 80         | 10         |
| 2006                                                                            | 31 813               | 31 200 000 | 0.1            | 30         | 14            | 16            | 1060                     |                      | 28         | 86         | 10         |
| 2013                                                                            | 40 596               | 35 308 680 | 0.1            | 38         | 20            | 18            | 1068                     |                      | 38         | 99         | 14         |
| 2015                                                                            | 48 917               | 19 188 306 | 0.2            | 18         | 10            | 8             | 2718                     |                      | 10         | 65         | 11         |
| 2016                                                                            | 29 760               | 19 447 000 | 0.2            | 22         | 12            | 10            | 1352                     |                      | 23         | 69         | 11         |
| 2019                                                                            | 32 046               | 20 195 233 | 0.2            | 28         | 15            | 13            | 1144                     |                      | 27         | 68         | 11         |
| Fuente: Catholic-Hierarchy, que a su vez toma los datos del Anuario Pontificio. |                      |            |                |            |               |               |                          |                      |            |            |            |

## Episcopologio
- Alfred-Arthur Le Pailleur, C.S.C. † (18 de junio de 1927-8 de marzo de 1951 renunció[10])
- Raymond Larose, C.S.C. † (20 de marzo de 1952-3 de agosto de 1968 renunció[11])
- Joachim J. Rozario, C.S.C. † (3 de agosto de 1968-30 de junio de 1994 renunció)
- Patrick D'Rozario, C.S.C. (3 de febrero de 1995-25 de noviembre de 2010 nombrado arzobispo coadjutor de Daca)
- Moses Costa, C.S.C. † (6 de abril de 2011-13 de julio de 2020 falleció)
- Lawrence Subrato Howlader, C.S.C., desde el 19 de febrero de 2021